# پارلاسکو
پارلاسکو (به ایتالیایی: Parlasco) یک کومونه در ایتالیا است که در استان لکو واقع شده‌است.

## خصوصیات
پارلاسکو ۳٫۰ کیلومترمربع مساحت و ۱۴۷ نفر جمعیت دارد.